# NGC 6186
NGC 6186 (другие обозначения — UGC 10448, MCG 4-39-15, ZWG 138.38, IRAS16322+2138, PGC 58523) — спиральная галактика с перемычкой (SBa) в созвездии Геркулес.
Этот объект входит в число перечисленных в оригинальной редакции «Нового общего каталога».
В галактике вспыхнула сверхновая SN 2011gd типа Ib, её пиковая видимая звездная величина составила 18,7.